# Самица
Самица је облик казне затвора који се одликује животом у појединачним ћелијама са мало или нимало смисленог контакта са другим затвореницима, строгим мјерама контроле кријумчарења и употребом додатних мјера безбједности и опреме. Посебно је дизајниран за проблематичне затворенике који представљају безбједносни ризик за друге затворенике, затворско особље или сам затвор — међутим, може се користити као мјера заштите за затворенике чију безбједност угрожавају други затвореници или као облик дисциплинске казне.
Према огледној студији из 2017, „јасна научна литература је утврдила негативне психолошке ефекте самице”, што доводи до „све већи консензус међу поправним, као и професионалним, менталним здравственим, правним организацијама и организацијама за људска права да драстично ограниче употребу самице”. Уједињене нације сматрају да је самица дужа од 15 дана мучење.